# ホルモウニング
『ホルモウニング』 (Hormoaning) は1992年2月に日本とオーストラリアで発売されたアメリカのバンド、ニルヴァーナのEP。ゲフィン・レコードから発売。

## 概要
ホルモウニングは1992年2月ゲフィンによって、アジア／オセアニアでの市場獲得を目指し、比較的大きなロック市場のあった日本とオーストラリアのみで発売されたEPである。既存のシングルB面2曲と、未発表の英BBCラジオ、ジョン・ピール・セッションでのカバー曲4曲を収録したものであり、新曲は存在しない。後のコンピレーション・アルバム『インセスティサイド』とレア・トラック集『ウィズ・ザ・ライツ・アウト』に再収録されている。

## 収録曲
1. ターンアラウンド（ディーヴォのカバー） "Turnaround" (Devo) - 2:21
2. アニューリズム "Aneurysm" (Cobain/Nirvana) - 4:49
3. D-7(ワイパーズのカバー) "D-7" (The Wipers) - 3:47
4. サン・オブ・ア・ガン(ヴァセリンズのカバー) "Son of a Gun" (The Vaselines) - 2:50
5. イーブン・イン・ヒズ・ユース "Even in His Youth" (Cobain/Nirvana) - 3:07
6. モリーズ・リップス(ヴァセリンズのカバー) "Molly's Lips" (The Vaselines) - 1:53

## チャート

### 1992年 オリジナル・リリース
| チャート (1992年)                              | 最高位 |
| ---------------------------------------------- | ------ |
| オーストラリア (ARIA)                          | 2      |
| オーストラリア アルタナティヴ・アルバム (ARIA) | 1      |
| 日本 (オリコン)                                | 67     |

### 2011年 レコード・ストア・デイでの再発売
| チャート (2011年)                                  | 最高位 |
| -------------------------------------------------- | ------ |
| 全米ビルボード テイストメーカー アルバム・チャート | 20     |